# バーバラ・カートランド
バーバラ・カートランド（Dame Mary Barbara Hamilton Cartland、1901年7月9日 - 2000年5月21日）は、イギリスの小説家。歴史家、脚本家、政治演説者、講師のほか、テレビやラジオで司会者なども務めた。多作で知られ、20世紀で商業的な成功を収めた作家の1人である。作品は723作にも上り、36か国語に翻訳され、ギネス世界記録に「1年で最も多くの小説を出版した」記録で1976年から登録されており、その記録は未だに破られていない。バーバラ・カートランド名義では数え切れないほどのロマンス小説を執筆したが、結婚後の名であるバーバラ・マッコーコデール名義の作品も存在する。執筆した作品は700冊以上で、小説だけでなく演劇作品、詩歌、ドラマ、雑誌の記事、オペレッタなど、売り上げは7億5000万部以上と伝えられ、別の情報では10億部とも言われる。19世紀のヴィクトリア朝の純愛ロマンスが得意で、作品のカバーなどに肖像画風のデザインを採用していた。
カートランド・プロモーションズのトップとして、2000年に亡くなるまでロンドンで最も有名な名士、イギリスでもっとも有名なタレントであった。DBE、CStJ。

## 経歴
イングランド、バーミンガム、エッジバストンに、イギリス軍の士官だった父バートラム・カートランド（1876年 - 1918年）と、母メアリー・“ポリー”・ハミルトン・スコーベル（1877年 - 1976年）の第一子メアリー・バーバラ・ハミルトン・カートランドとして誕生。姉弟の中で唯一の女子だった。カートランド家はもともとは生活に苦労しない程度の中流階級の家庭であったが、第一次世界大戦に出征した父がフランドルで亡くなって間もなく、資本家だった父方の祖父ジェームズ・カートランドが破産し自殺したことによって、一家の財政事情に激震が走った。しかし、積極的な母はロンドンにドレスショップを開いて収入を得て、3人の子どもを育てた。弟のアンソニーとロナルドは2人とも1940年に戦死した。
私立の女子校アリス・オッタリー・スクール、マルヴァーン女子カレッジ、ハンプシャーの教育機関アビー・ハウスを出た後、レポーターとして有名になり、ロマンス作家となった。初期の作品は、カートランド自身が心酔し後に友人にもなったエドワード7世時代の作家エリノア・グリンの影響を受けていると語っている。

## 小説
タブロイド紙『デイリー・エクスプレス』でゴシップのコラムニストを1年務めた後、1922年に処女作"Jigsaw" を上梓。これはきわどい社会派スリラー作品で、ベストセラーになった。また、淫らなシーンが含まれる作品を生み出し、その内の1つ、1926年に上梓した『甘いフィナーレ』（原題：Blood Money ）は、チェンバーレイン・オフィスによって発禁となった。1920年代から1930年代にかけて、カートランドはロンドンの社交界で、その美貌とエネルギッシュな魅力のある若く有名なホステスであった。デザイナーのノーマン・ハートネルの最初の依頼者の1人でもあり、1979年にハートネルが亡くなるまで、カートランドのファッションセンスは注目を浴びる役目を負っていた。ハートネルはカートランドのウェディングドレスのデザインも請け負い、彼の意志とは裏腹にカートランドのデザインが採用されたが、後にカートランドはハートネルのデザインにしておけばよかったと認めている。
1950年、カートランドの初期の歴史ロマンス作品にジョージェット・ヘイヤーの作品から、登場人物の名前・特徴、会話、あらすじなどの明白な剽窃があると読者に指摘された。特に、1949年の"A Hazard of Hearts"はヘイヤーの"Friday's Child" の登場人物を置き換えただけだった。1950年の"The Knave of Hearts" に関しては、ヘイヤー自身が「1926年に出した『愛の陰影』（原題："These Old Shades" ）から主要人物やあらすじなどかなりの部分が引用されている」「それほど目立たないシーンや登場人物にも自分の作品4冊からの引用が見られる」と強く主張した。ヘイヤーは剽窃部分を細かく分析し、弁護士に依頼したが、法廷闘争となる事はなかった。
自ら「ロマンス専門」と謳っていたカートランドのイメージは崩れ去り、冷笑の対象となり、後年の彼女はより保守的になった。処女作はセンセーショナルだったが、後年の作品（と言っても人気に変わりはない）ではヒロインは処女で、淫らなシーンもほとんどなく、比較的精彩を欠く単調なものが多く、そのほとんど全てが信じることや貞節をテーマとした歴史ものだった。
ストーリーが単調にもかかわらず、カートランドの作品は常によく売れた。1983年まで"Who's Who" で記事の長さが最長で（大部分は作品リスト）、世界で最も販売数の多い作家としてギネス世界記録にも登録された。1990年代半ばには販売数は10億部を超え、雑誌『ヴォーグ』は「ロマンスの本当の女王」と形容した。トレードマークのピンクのドレスと濃い紫色の帽子姿でメディアで有名になり、恋愛や結婚、政治、宗教、ファッションなどについて語った。公立学校での礼拝の中止に否定的で、また浮気や離婚にも道徳観が欠如しているとして反対した。
1983年には23冊の作品を上梓し、ギネス世界記録に単年度執筆最多作家として登録された。

## 音楽活動
1978年、ステート・レコードから"An Album Of Love Songs" を出した。"I'll Follow My Secret Heart" や "A Nightingale Sang in Berkeley Square" などのスタンダードナンバーをカートランド自身が歌い、ロイヤル・フィルハーモニー管弦楽団と共演した曲が収められている。

## 航空業界への貢献
私的に滑空飛行（グライディング）に興味を持っていた。離陸時に牽引する初のグライダー飛行はドイツで行われたが、これはカートランドが考え付いたもので、1931年に2人乗りグライダーでの長距離飛行を実行し、200マイル（約360km）を飛んだ。後にこのアイディアは軍用グライダーに採用された。1984年、この功績により"Bishop Wright Air Industry Award" を授与された。
1920年代から1930年代にかけて、イギリスの小型飛行場兼サーキット、ブルックランズに通いつめ、ブルックランズ・ミュージアムには当時の居間が保存されており、彼女の名がつけられている。

## 結婚、縁戚・友人関係
『デイリー・テレグラフ』の訃報によると、カートランドの最初の婚約相手は守衛官で、初めて知った性行為の作法に怯えて婚約を破棄したと伝えられている。そういった問題が堂々と語られるような時代ではなかったため、この主張によって彼女のイメージが崩れることはないが、同時にそれまで彼女が出した作品の性的なシーンが論争の的となった。1927年、スコットランド出身で資産家の相続人、イギリス軍士官アレクサンダー・ジョージ・マッコーコデール（1964年没）と結婚するも、1933年に別れた。
アレクサンダーとの間に、1929年に長女レインを出産（後にカートランドは、娘の父親はケント公爵ジョージだと主張した）、レインは1947年に社交界デビューした。不貞行為への非難と反論が渦巻いたが、1933年にアレクサンダーとの離婚が成立。1936年にアレクサンダーの従弟で元武官のヒュー・マッコーコデール（1963年没）と結婚、イアンとグレンの2人の息子をもうけた。
ルイス・マウントバッテンとは長らく友人関係が続き、1979年に彼が亡くなった際、「人生で最大の悲しみ」と表した。マウントバッテンはカートランドの様々なチャリティ活動、特にユナイテッド・ワールド・カレッジを支援し、また『無敵号のレディ』（原題：Love at the Helm ）執筆に際し、海軍や歴史について情報提供したという。マウントバッテンがアイルランドでテロで亡くなった後にチャールズ3世（当時皇太子）によって設立されたマウントバッテン記念財団は、1980年に同作が刊行された際に献本を受けた。
1991年、約70年に及ぶ作家活動、政治や社会への貢献を認められ、エリザベス女王から大英帝国勲章を受けた。
ダイアナ元皇太子妃は義理の孫にあたるが、チャールズ3世との結婚式には招待されなかったなど、あまり関係は良くなかったとされる。カートランドはダイアナの離婚を公に批判する立場を取っていたものの、2人の関係が修復されつつあった1997年に自動車事故でダイアナが悲劇的な死を遂げた。ジャーナリストのティナ・ブラウンが晩年のダイアナについて書いた著書によると、ダイアナはカートランドの本をよく読んでいたという。

## 政治への影響
第二次世界大戦で保守党の下院議員だった弟のロナルド・カートランドが戦死した後に執筆した彼の伝記には、ウィンストン・チャーチル首相の前文が載せられた。戦争によってカートランドは市民の福祉や政治に興味を持つようになり、英国陸軍省にセント・ジョン救急隊のようなチャリティを支援した。1953年、奉仕活動を評され、バッキンガム宮殿でエルサレムの聖ヨハネ章を受章した。
1955年、ハートフォードシャーの州議会の保守党議員に選出され、9年間務めた。この間、老人ホームのリフォームや助産婦の給与改善、移民の子供の教育の合法化などにまい進した。また、ナショナル・アソシエーション・オブ・ヘルスを立ち上げ、アンチエイジング・クリームや向精神系のいわゆる"brain pill" を含む各種薬品や治療を促進した。

## メディアへの登場

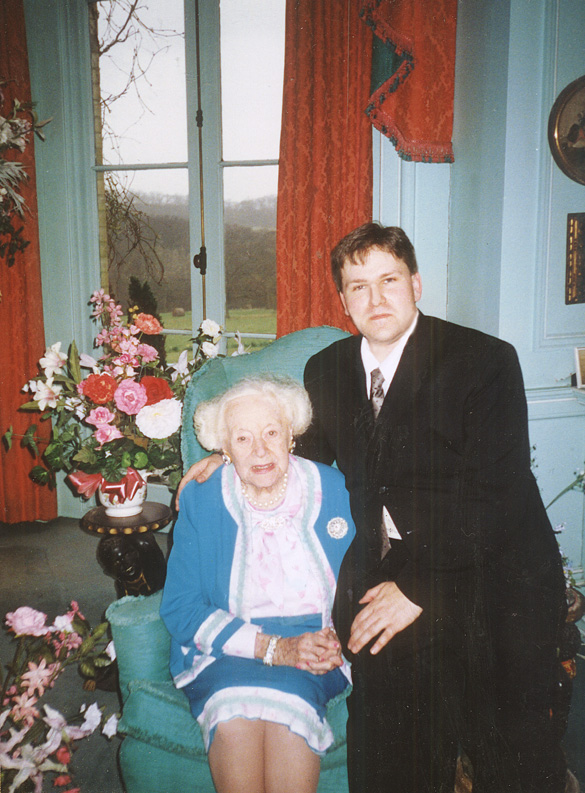
レポーターのランディ・ブライアン・ビッガムと。2000年に撮影され、最後の写真ともいわれる。

90代半ばになると、肉体的にも精神的にも衰えが顕著になり、特に視力の低下が著しくなったが、人前に出ることは相変わらず好きで、亡くなる数か月前にもインタビューなどに応じていた。最後の2つのインタビューは、BBCと、アメリカのジャーナリスト、ランディ・ブライアン・ビッガムのものだった。
2008年には、伝記テレビドラマ"In Love with Barbara" がアン・リード主演で製作されBBC Fourで放送された。
『リトル・ブリテン』に登場するロマンス作家デイム・サリー・マーカムはカートランドをモデルにしていると言われている。

## 死去
2000年5月21日夜、ハートフォードシャー、ハトフィールドの自宅で死去した。98歳だった。半年前から闘病生活を送っており、寝たきりの状態が続いていた。2人の息子イアンとグレンに看取られながら亡くなった。娘のレインも駆け付けたが、間に合わなかった。地元の教区で、天使に囲まれた大理石の柩で眠りたいと望んでいたが、環境問題を気にした本人の意向で厚紙の棺に変更した。ハトフィールドの私有地にある、エリザベス1世が植樹した木の下に埋葬された。
遺されていた作品が、息子イアン・マッコーコデールによって電子書籍の形態で、「バーバラ・カートランド・ピンク・コレクション」として発表された。2010年、死後10周年を記念して、処女作"Jigsaw" が再版された。他の作品も、「エターナル・コレクション」として刊行された。